# Belgische wetgevende verkiezingen 1851
Volledige verkiezingen voor de Senaat vonden plaats in België op zaterdag 27 september 1851. Normaliter vonden er pas in juni 1852 verkiezingen plaats, maar bij koninklijk besluit van 4 september 1851 werd de Senaat volledig vernieuwd.

## Achtergrond
Liberaal minister van Financiën Frère-Orban had een wetsvoorstel ingediend om successierechten in te voeren die voor de nodige belastinginkomsten zouden zorgen om de economische crisis te bestrijden. Dit werd niet enthousiast onthaald in de Kamer van volksvertegenwoordigers, die het na aarzelen toch goedgekeurde. De Senaat, waar rijke grootgrondbezitters zetelden, weigerde het echter goed te keuren, waarop de Koning de Senaat ontbond. De verkiezingsstrijd ging dan ook om de successiewet.

## Uitslagen
De regering wist een aantal tegenstanders van het wetsontwerp (zowel liberalen als katholieken) te doen verslaan door voorstanders van de wet. De wet zou kort nadien, in december 1851, tot stand komen.
De katholieken wonnen netto vier zetels op de liberalen.

### Gent
Edouard Grenier, Pierre van Remoortere de Naeyer en Franz Vergauwen waren de drie zittende liberale senatoren voor het arrondissement Gent. Als grootgrondbezitter was Vergauwen tegen de successiewet en als katholiek was hij tegen de organieke wet op het middelbaar onderwijs van 1850. Hij werd van de liberale lijst geweerd en kwam op als oppositie. Vergauwen raakte niet herverkozen; de liberale lijst met Grenier, van Remoortere de Naeyer en Gustave Herry won.

### Ieper
Katholiek senator Jean-Baptiste Malou-Vandenpeereboom (929 stemmen) werd herverkozen; de liberale tegenkandidaat was Boedt (642 stemmen).

### Sint-Niklaas
Katholiek Jean Cassiers werd in de eerste ronde herverkozen. In de tweede ronde versloeg liberaal François De Munck de zittende katholieke senator Philippe Vilain XIIII.

## Verkozenen
- Samenstelling Belgische Senaat 1851-1855